# 羅洛·梅
罗洛·梅（英語：Rollo May，1909年4月21日—1994年10月22）是一位美国存在主义心理学家。他在1969年期间撰写了具有影响力的书《爱与意志》。他经常被和人本主义心理学与存在主义哲学联系在一起。梅是神学家保羅·田立克的一位亲密朋友。罗洛·梅的作品包括《爱与意志》和《创造的勇气》，后者的题目纪念了田立克的《存在的勇气》。

## 生平
1909年，罗洛·梅生于俄亥俄州艾达。他经历了一个坎坷的童年，他的父母离异并且他的姐姐患上了精神病。他的受教育经历使他进入了密歇根学院主修英语和奥柏林学院以获得学士学位，他在希腊教了一段时间的书，1938年期间进入联合神学院以获得神学学士学位，并且最后1949年期间进入哥伦比亚大学师范学院以获得临床心理学博士学位。罗洛·梅是位于圣弗兰西斯科的塞布鲁克研究生院和研究中心的创立者和资深成员。
人生的最后几年他居住在蒂勃朗的圣弗朗西斯科海湾，并于1994年10月在当地去世。1994年10月22日，梅死于多种原因，在他美国加利福尼亚州的蒂伯龙的家。他的妻子，格鲁吉亚，因为知道他的健康状况已迫在眉睫，邀请他的一些朋友到他家陪他。梅的健康状况已经恶化个月，他的朋友与他同在此期间多次被知道他是如何奋勇维护自己，尽管意识到他的能力是失败的，直到结束了他的一生。

## 成就
羅洛·梅受美国人本主义影响，并且对使存在主义心理学和其他哲学调和感兴趣，特别是对弗洛伊德的。
羅洛·梅认为奥托·兰克（1884-1939）是存在主义疗法最重要的先驱。在他去世前不久，罗洛·梅为由罗伯特·克雷默编辑的兰克美国演讲集作了序。罗洛·梅写道“我一直认为奥托·兰克是弗洛伊德领域中伟大且未得承认的天才”
羅洛·梅在使用一些传统的存在主义的术语上相比其他人的方式略微不同，并且他为传统存在主义的概念发明了新的词汇给予。例如，命运，"thrownness" 联合"fallenness"——被决定给予我们的我们生命的一部分，以创造我们的生命为目的。他总是用“勇敢”来表示抵制焦虑。